# Collegio di Old Bexley and Sidcup
Old Bexley and Sidcup è un collegio elettorale situato nella Grande Londra, e rappresentato alla Camera dei comuni del Parlamento del Regno Unito. Elegge un membro del parlamento con il sistema first-past-the-post, ossia maggioritario a turno unico. L'attuale deputato è Louie French del Partito Conservatore, eletto tramite elezione suppletiva il 2 dicembre 2021.

## Estensione

Old Bexley and Sidcup dal 2010 al 2024

- 1983–1997: i ward del borgo londinese di Bexley di Blackfen, Blendon and Penhill, Cray, Lamorbey, St Mary's, Sidcup East e Sidcup West.
- 1997–2010: i ward del borgo londinese di Bexley di Blackfen, Blendon and Penhill, Cray, Danson, East Wickham, Falconwood, Lamorbey, St Mary's, Sidcup East e Sidcup West.
- 2010–2024: i ward del borgo londinese di Bexley di Blackfen and Lamorbey, Blendon and Penhill, Cray Meadows, East Wickham, Falconwood and Welling, Longlands, St Mary’s e Sidcup.
- dal 2024: i ward del borgo londinese di Bexley di Blackfen and  Lamorbey; Blendon and Penhill; East Wickham; Falconwood and Welling; Longlands; St. Mary’s and St. James e Sidcup.[1]

Come il nome suggerisce, il collegio copre le aree di Bexley e Sidcup; comprendeva in passato Danson Park, che fu poi spostato nel collegio di Bexleyheath and Crayford.

## Membri del parlamento
| Elezione | Elezione     | Deputato          | Partito      |
| -------- | ------------ | ----------------- | ------------ |
|          | 1983         | Edward Heath      | Conservatore |
| 2001     | Derek Conway |                   | Conservatore |
|          | Derek Conway | 2008              | Indipendente |
|          | 2010         | James Brokenshire | Conservatore |
| 2021 (S) | Louie French |                   | Conservatore |

## Elezioni

### Elezioni negli anni 2020
| Partito                    | Partito                                   | Candidato                  | Risultati 4 luglio 2024 | Risultati 4 luglio 2024 |
| Partito                    | Partito                                   | Candidato                  | Voti                    | %                       |
| -------------------------- | ----------------------------------------- | -------------------------- | ----------------------- | ----------------------- |
|                            | Conservatore                              | Louie French               | 17 910                  | 37,60                   |
|                            | Laburista                                 | Edward Jones               | 14 362                  | 30,15                   |
|                            | Reform UK                                 | Maxine Fothergill          | 10 384                  | 21,80                   |
|                            | Verdi                                     | Brad Davies                | 2 601                   | 5,46                    |
|                            | Lib Dem                                   | Adrian Hyyrylainen-Trett   | 1 927                   | 4,05                    |
|                            | Rejoin EU                                 | Laurent Williams           | 251                     | 0,53                    |
|                            | Indipendente                              | Andrew Still               | 198                     | 0,42                    |
|                            |                                           |                            |                         |                         |
| Iscritti                   | Iscritti                                  | Iscritti                   | 72 290                  | 100,00                  |
| ↳ Votanti (% su iscritti)  | ↳ Votanti (% su iscritti)                 | ↳ Votanti (% su iscritti)  | 47 633                  | 65,89                   |
| ↳ Astenuti (% su iscritti) | ↳ Astenuti (% su iscritti)                | ↳ Astenuti (% su iscritti) | 24 657                  | 34,11                   |
|                            |                                           |                            |                         |                         |
|                            | Esito: collegio confermato a Conservatore |                            |                         |                         |

| Partito                    | Partito                                   | Candidato                  | Risultati 2 dicembre 2021 | Risultati 2 dicembre 2021 |
| Partito                    | Partito                                   | Candidato                  | Voti                      | %                         |
| -------------------------- | ----------------------------------------- | -------------------------- | ------------------------- | ------------------------- |
|                            | Conservatore                              | Louie French               | 11 189                    | 51,48                     |
|                            | Laburista                                 | Daniel Francis             | 6 711                     | 30,88                     |
|                            | Reform UK                                 | Richard Tice               | 1 432                     | 6,59                      |
|                            | Verdi                                     | Jonathan Rooks             | 830                       | 3,82                      |
|                            | Lib Dem                                   | Simone Reynolds            | 647                       | 2,98                      |
|                            | Democratici Inglesi                       | Elaine Cheeseman           | 271                       | 1,25                      |
|                            | UKIP                                      | John Poynton               | 184                       | 0,85                      |
|                            | Rejoin EU                                 | Richard Hewison            | 151                       | 0,69                      |
|                            | Heritage                                  | David Kurten               | 116                       | 0,53                      |
|                            | Popoli Cristiani                          | Carol Valinejad            | 108                       | 0,50                      |
|                            | Monster Raving Loony                      | Mad Mike Young             | 94                        | 0,43                      |
|                            |                                           |                            |                           |                           |
| Iscritti                   | Iscritti                                  | Iscritti                   | 64 831                    | 100,00                    |
| ↳ Votanti (% su iscritti)  | ↳ Votanti (% su iscritti)                 | ↳ Votanti (% su iscritti)  | 21 733                    | 33,52                     |
| ↳ Astenuti (% su iscritti) | ↳ Astenuti (% su iscritti)                | ↳ Astenuti (% su iscritti) | 43 098                    | 66,48                     |
|                            |                                           |                            |                           |                           |
|                            | Esito: collegio confermato a Conservatore |                            |                           |                           |

### Elezioni negli anni 2010
| Partito                    | Partito                                   | Candidato                  | Risultati 12 dicembre 2019 | Risultati 12 dicembre 2019 |
| Partito                    | Partito                                   | Candidato                  | Voti                       | %                          |
| -------------------------- | ----------------------------------------- | -------------------------- | -------------------------- | -------------------------- |
|                            | Conservatore                              | James Brokenshire          | 29 786                     | 64,55                      |
|                            | Laburista                                 | Dave Tingle                | 10 834                     | 23,48                      |
|                            | Lib Dem                                   | Simone Reynolds            | 3 822                      | 8,28                       |
|                            | Verdi                                     | Matt Browne                | 1 477                      | 3,20                       |
|                            | Popoli Cristiani                          | Carol Valinejad            | 226                        | 0,49                       |
|                            |                                           |                            |                            |                            |
| Iscritti                   | Iscritti                                  | Iscritti                   | 66 104                     | 100,00                     |
| ↳ Votanti (% su iscritti)  | ↳ Votanti (% su iscritti)                 | ↳ Votanti (% su iscritti)  | 46 145                     | 69,81                      |
| ↳ Astenuti (% su iscritti) | ↳ Astenuti (% su iscritti)                | ↳ Astenuti (% su iscritti) | 19 959                     | 30,19                      |
|                            |                                           |                            |                            |                            |
|                            | Esito: collegio confermato a Conservatore |                            |                            |                            |

| Partito                    | Partito                                   | Candidato                  | Risultati 8 giugno 2017 | Risultati 8 giugno 2017 |
| Partito                    | Partito                                   | Candidato                  | Voti                    | %                       |
| -------------------------- | ----------------------------------------- | -------------------------- | ----------------------- | ----------------------- |
|                            | Conservatore                              | James Brokenshire          | 29 545                  | 61,50                   |
|                            | Laburista                                 | Danny Hackett              | 14 079                  | 29,31                   |
|                            | UKIP                                      | Freddy Vachha              | 1 619                   | 3,37                    |
|                            | Lib Dem                                   | Drew Heffernan             | 1 572                   | 3,27                    |
|                            | Verdi                                     | Derek Moran                | 820                     | 1,71                    |
|                            | BNP                                       | Michael Jones              | 324                     | 0,67                    |
|                            | Popoli Cristiani                          | Chinwe Nwadikeduruibe      | 83                      | 0,17                    |
|                            |                                           |                            |                         |                         |
| Iscritti                   | Iscritti                                  | Iscritti                   | 65 991                  | 100,00                  |
| ↳ Votanti (% su iscritti)  | ↳ Votanti (% su iscritti)                 | ↳ Votanti (% su iscritti)  | 48 042                  | 72,80                   |
| ↳ Astenuti (% su iscritti) | ↳ Astenuti (% su iscritti)                | ↳ Astenuti (% su iscritti) | 17 949                  | 27,20                   |
|                            |                                           |                            |                         |                         |
|                            | Esito: collegio confermato a Conservatore |                            |                         |                         |

| Partito                    | Partito                                   | Candidato                  | Risultati 7 maggio 2015 | Risultati 7 maggio 2015 |
| Partito                    | Partito                                   | Candidato                  | Voti                    | %                       |
| -------------------------- | ----------------------------------------- | -------------------------- | ----------------------- | ----------------------- |
|                            | Conservatore                              | James Brokenshire          | 24 682                  | 52,80                   |
|                            | Laburista                                 | Ibby Mehmet                | 8 879                   | 18,99                   |
|                            | UKIP                                      | Catherine Reilly           | 8 528                   | 18,24                   |
|                            | Lib Dem                                   | Jennifer Keen              | 1 644                   | 3,52                    |
|                            | Verdi                                     | Derek Moran                | 1 336                   | 2,86                    |
|                            | National Health Action                    | Bob Gill                   | 1 216                   | 2,60                    |
|                            | Cristiano                                 | Laurence Williams          | 245                     | 0,52                    |
|                            | BNP                                       | Nicola Finch               | 218                     | 0,47                    |
|                            |                                           |                            |                         |                         |
| Iscritti                   | Iscritti                                  | Iscritti                   | 66 028                  | 100,00                  |
| ↳ Votanti (% su iscritti)  | ↳ Votanti (% su iscritti)                 | ↳ Votanti (% su iscritti)  | 46 748                  | 70,80                   |
| ↳ Astenuti (% su iscritti) | ↳ Astenuti (% su iscritti)                | ↳ Astenuti (% su iscritti) | 19 280                  | 29,20                   |
|                            |                                           |                            |                         |                         |
|                            | Esito: collegio confermato a Conservatore |                            |                         |                         |

| Partito                    | Partito                                    | Candidato                  | Risultati 6 maggio 2010 | Risultati 6 maggio 2010 |
| Partito                    | Partito                                    | Candidato                  | Voti                    | %                       |
| -------------------------- | ------------------------------------------ | -------------------------- | ----------------------- | ----------------------- |
|                            | Conservatore                               | James Brokenshire          | 24 625                  | 54,13                   |
|                            | Laburista                                  | Rick Everitt               | 8 768                   | 19,27                   |
|                            | Lib Dem                                    | Duncan Borrowman           | 6 996                   | 15,38                   |
|                            | BNP                                        | John Brooks                | 2 132                   | 4,69                    |
|                            | UKIP                                       | David Coburn               | 1 532                   | 3,37                    |
|                            | Democratici                                | Elaine Cheeseman           | 520                     | 1,14                    |
|                            | Independents to save Queen Mary’s Hospital | John Hemming-Clark         | 393                     | 0,86                    |
|                            | Verdi                                      | Jonathan Rooks             | 371                     | 0,82                    |
|                            | Monster Raving Loony                       | Napoleon Dynamite          | 155                     | 0,34                    |
|                            |                                            |                            |                         |                         |
| Iscritti                   | Iscritti                                   | Iscritti                   | 65 645                  | 100,00                  |
| ↳ Votanti (% su iscritti)  | ↳ Votanti (% su iscritti)                  | ↳ Votanti (% su iscritti)  | 45 492                  | 69,30                   |
| ↳ Astenuti (% su iscritti) | ↳ Astenuti (% su iscritti)                 | ↳ Astenuti (% su iscritti) | 20 153                  | 30,70                   |
|                            |                                            |                            |                         |                         |
|                            | Esito: collegio confermato a Conservatore  |                            |                         |                         |

### Elezioni negli anni 2000
| Partito                    | Partito                                   | Candidato                  | Risultati 5 maggio 2005 | Risultati 5 maggio 2005 |
| Partito                    | Partito                                   | Candidato                  | Voti                    | %                       |
| -------------------------- | ----------------------------------------- | -------------------------- | ----------------------- | ----------------------- |
|                            | Conservatore                              | Derek Conway               | 22 191                  | 49,79                   |
|                            | Laburista                                 | Gavin Moore                | 12 271                  | 27,53                   |
|                            | Lib Dem                                   | Nick O'Hare                | 6 564                   | 14,73                   |
|                            | UKIP                                      | Michael Barnbrook          | 2 015                   | 4,52                    |
|                            | BNP                                       | Claire Sayers              | 1 227                   | 2,75                    |
|                            | Indipendente                              | Gregory Peters             | 304                     | 0,68                    |
|                            |                                           |                            |                         |                         |
| Iscritti                   | Iscritti                                  | Iscritti                   | 68 257                  | 100,00                  |
| ↳ Votanti (% su iscritti)  | ↳ Votanti (% su iscritti)                 | ↳ Votanti (% su iscritti)  | 44 572                  | 65,30                   |
| ↳ Astenuti (% su iscritti) | ↳ Astenuti (% su iscritti)                | ↳ Astenuti (% su iscritti) | 23 685                  | 34,70                   |
|                            |                                           |                            |                         |                         |
|                            | Esito: collegio confermato a Conservatore |                            |                         |                         |

| Partito                    | Partito                                   | Candidato                  | Risultati 7 giugno 2001 | Risultati 7 giugno 2001 |
| Partito                    | Partito                                   | Candidato                  | Voti                    | %                       |
| -------------------------- | ----------------------------------------- | -------------------------- | ----------------------- | ----------------------- |
|                            | Conservatore                              | Derek Conway               | 19 130                  | 45,40                   |
|                            | Laburista                                 | Jim Dickson                | 15 785                  | 37,46                   |
|                            | Lib Dem                                   | Belinda Ford               | 5 792                   | 13,75                   |
|                            | UKIP                                      | Janice Cronin              | 1 426                   | 3,38                    |
|                            |                                           |                            |                         |                         |
| Iscritti                   | Iscritti                                  | Iscritti                   | 67 847                  | 100,00                  |
| ↳ Votanti (% su iscritti)  | ↳ Votanti (% su iscritti)                 | ↳ Votanti (% su iscritti)  | 42 133                  | 62,10                   |
| ↳ Astenuti (% su iscritti) | ↳ Astenuti (% su iscritti)                | ↳ Astenuti (% su iscritti) | 25 714                  | 37,90                   |
|                            |                                           |                            |                         |                         |
|                            | Esito: collegio confermato a Conservatore |                            |                         |                         |

## Risultati dei referendum

### Referendum sulla permanenza del Regno Unito nell'Unione europea del 2016
|             | Collegio              | Lasciare UE % | Rimanere in UE % |
| ----------- | --------------------- | ------------- | ---------------- |
|             | Old Bexley and Sidcup | 63,1%         | 36,9%            |
| Inghilterra | 53,3%                 | 46,7%         |                  |
| Regno Unito | 51,9%                 | 48,1%         |                  |